# Réplica

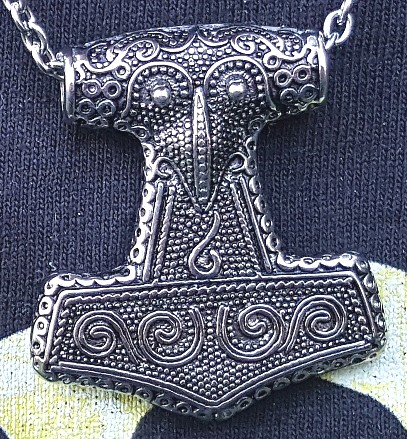
Réplica do martelo de Thor, da Escânia. A descoberta original foi criada em c. 1000 AD.

Uma réplica é uma cópia exata (geralmente em escala 1:1) de algo, feita das mesmas matérias-primas. Réplicas podem ser feitas de uma molécula, uma obra de arte ou um produto. O termo também é usado para cópias que se parecem muito com o original, sem dizer que são iguais.
Às vezes, as réplicas são vendidas como originais. Este é um tipo de falsificação. A maioria das réplicas não é feita para fazer isso. Originais frágeis precisam de proteção, enquanto as pessoas podem ver uma réplica num museu. As réplicas são frequentemente vendidas como lembranças.